# Derby italiano di United Rugby Championship
Il derby italiano di Pro14 (talora chiamato anche, in gergo giornalistico, derby azzurro o derby celtico) è l’incontro che vede coinvolte su base stagionale le due franchigie italiane di rugby a 15 impegnate in United Rugby Championship (in precedenza Celtic League e successivamente Pro12 e Pro14), lega interconfederale composta da club facenti capo alle union di Galles, Irlanda, Italia, Scozia e Sudafrica.
Il derby si disputa dalla stagione di Celtic League 2010-11, anno dell’allargamento all’Italia di tale torneo, fino ad allora limitato solo a Galles, Irlanda e Scozia.
Protagonista fissa di tutti i derby è il Benetton, unica franchise italiana ad avere militato in tutte le edizioni di torneo che ha visto l’Italia partecipante, mentre invece gli Aironi, squadra basata a Viadana ammessa insieme ai trevigiani nel 2010, si vide ritirare nel 2012 la licenza dalla Federazione Italiana Rugby, che la rimpiazzò con le Zebre, di base a Parma, tuttora facenti parte della competizione.
Dal punto di vista dei risultati, è Treviso a essere largamente in vantaggio con entrambe le contendenti (3 derby vinti su 4 contro gli Aironi, 11 su 15 contro le Zebre senza mai pareggiare).
La prima vittoria degli Aironi giunse al terzo incontro tra le due compagini, nel derby d’andata della stagione 2011-12: la squadra di Viadana vinse 27-13 un incontro in cui non marcò alcuna meta ma mise a segno 9 calci piazzati con Luciano Orquera.
Si tratta anche del derby perso, in assoluto, con lo scarto maggiore da Treviso (14 punti).
Le Zebre si aggiudicarono altresì il loro primo derby al quarto incontro con Treviso, la partita di ritorno della stagione 2013-14: al XXV Aprile di Parma vinsero 14-12 con una meta di Guglielmo Palazzani e tre calci piazzati di Luciano Orquera contro i quattro calci piazzati trevigiani di Matt Berquist.
Lo scarto massimo subìto da Treviso nei confronti delle Zebre fu altresì di 10 punti, maturato il derby di ritorno della stagione 2015-16, 8-18 interno, che faceva seguito a quella subìta all’andata a Parma per 25-28: a tutto il 2018-19 si tratta dell’unica occasione in cui Treviso perse due derby consecutivi e terminò una stagione di torneo senza vincerne almeno uno.
Per quanto riguarda invece le vittorie trevigiane, quella in assoluto con lo scarto maggiore, 23 punti, risale al derby di ritorno con gli Aironi della stagione 2010-11, 37-14; contro le Zebre altresì lo scarto più ampio, 18 punti, si registra al termine del secondo derby italiano della stagione 2018-19 (dal Pro12 2017-18 le franchise delle federazioni che ne schierano solo due si incontrano tre volte a stagione per modifiche al regolamento), vinto 28-10.

## Risultati
| N° | Data             | Sede                        | Spettatori | Incontro                  | Risultato | Vincitore | Competizione                      |
| -- | ---------------- | --------------------------- | ---------- | ------------------------- | --------- | --------- | --------------------------------- |
| 1  | 24 dicembre 2010 | Stadio di Monigo (Treviso)  | 3 500      | Benetton Treviso — Aironi | 15–10     | Benetton  | Celtic League 2010-11             |
| 2  | 31 dicembre 2010 | Stadio Zaffanella (Viadana) | 4 127      | Aironi — Benetton Treviso | 15–16     | Benetton  | Celtic League 2010-11             |
| 3  | 23 dicembre 2011 | Stadio Zaffanella (Viadana) | 3 326      | Aironi — Benetton Treviso | 27–13     | Aironi    | Pro12 2011-12                     |
| 4  | 31 dicembre 2011 | Stadio di Monigo (Treviso)  | 4 200      | Benetton Treviso — Aironi | 37–14     | Benetton  | Pro12 2011-12                     |
| 5  | 22 dicembre 2012 | Stadio XXV Aprile (Parma)   | 3 326      | Zebre — Benetton Treviso  | 3–10      | Benetton  | Pro12 2012-13                     |
| 6  | 29 dicembre 2012 | Stadio di Monigo (Treviso)  | 5 000      | Benetton Treviso — Zebre  | 26–18     | Benetton  | Pro12 2012-13                     |
| 7  | 28 dicembre 2013 | Stadio di Monigo (Treviso)  | 4 862      | Benetton Treviso — Zebre  | 20–15     | Benetton  | Pro12 2013-14                     |
| 8  | 4 gennaio 2014   | Stadio XXV Aprile (Parma)   | 4 501      | Zebre — Benetton Treviso  | 14–12     | Zebre     | Pro12 2013-14                     |
| 9  | 28 dicembre 2014 | Stadio XXV Aprile (Parma)   | 4 530      | Zebre — Benetton Treviso  | 16–26     | Benetton  | Pro12 2014-15                     |
| 10 | 3 gennaio 2015   | Stadio di Monigo (Treviso)  | 4 925      | Benetton Treviso — Zebre  | 17–15     | Benetton  | Pro12 2014-15                     |
| 11 | 27 dicembre 2015 | Stadio Lanfranchi (Parma)   | 4 509      | Zebre — Benetton Treviso  | 28–25     | Zebre     | Pro12 2015-16                     |
| 12 | 3 gennaio 2016   | Stadio di Monigo (Treviso)  | 5 000      | Benetton Treviso — Zebre  | 8–18      | Zebre     | Pro12 2015-16                     |
| 13 | 23 dicembre 2016 | Stadio di Monigo (Treviso)  | 3 400      | Benetton Treviso — Zebre  | 23–12     | Benetton  | Pro12 2016-17                     |
| 14 | 6 maggio 2017    | Stadio Lanfranchi (Parma)   | 4 500      | Zebre — Benetton Treviso  | 3–19      | Benetton  | Pro12 2016-17                     |
| 15 | 23 dicembre 2017 | Stadio di Monigo (Treviso)  | 4 000      | Benetton Treviso — Zebre  | 27–14     | Benetton  | Pro14 2017-18                     |
| 16 | 30 dicembre 2017 | Stadio Lanfranchi (Parma)   | 4 000      | Zebre — Benetton Treviso  | 16–20     | Benetton  | Pro14 2017-18                     |
| 17 | 28 aprile 2018   | Stadio di Monigo (Treviso)  | 5 000      | Benetton Treviso — Zebre  | 17–22     | Zebre     | Pro14 2017-18                     |
| 18 | 22 dicembre 2018 | Stadio Lanfranchi (Parma)   | 4 600      | Zebre — Benetton Treviso  | 8–10      | Benetton  | Pro14 2018-19                     |
| 19 | 29 dicembre 2018 | Stadio di Monigo (Treviso)  | 4 920      | Benetton Treviso — Zebre  | 28–10     | Benetton  | Pro14 2018-19                     |
| 20 | 26 aprile 2019   | Stadio Lanfranchi (Parma)   | 4 450      | Zebre — Benetton Treviso  | 11–25     | Benetton  | Pro14 2018-19                     |
| 21 | 20 dicembre 2019 | Stadio Lanfranchi (Parma)   | 4 000      | Zebre — Benetton Treviso  | 8–13      | Benetton  | Pro14 2019-20                     |
| 22 | 28 dicembre 2019 | Stadio di Monigo (Treviso)  | 5 000      | Benetton Treviso — Zebre  | 36–25     | Benetton  | Pro14 2019-20                     |
| 23 | 21 agosto 2020   | Stadio di Monigo (Treviso)  | 0          | Benetton Treviso — Zebre  | 13–17     | Zebre     | Pro14 2019-20                     |
| 24 | 30 agosto 2020   | Stadio Lanfranchi (Parma)   | 0          | Zebre — Benetton Treviso  | 9–16      | Benetton  | Pro14 2019-20                     |
| 25 | 9 gennaio 2021   | Stadio Lanfranchi (Parma)   | 0          | Zebre — Benetton Treviso  | 22–18     | Zebre     | Pro14 2020-21                     |
| 26 | 2 gennaio 2021   | Stadio di Monigo (Treviso)  | 0          | Benetton Treviso — Zebre  | 15–24     | Zebre     | Pro14 2020-21                     |
| 27 | 7 maggio 2021    | Stadio Lanfranchi (Parma)   | 0          | Zebre — Benetton Treviso  | 20–25     | Benetton  | Pro14 Rainbow Cup                 |
| 28 | 15 maggio 2021   | Stadio di Monigo (Treviso)  | 0          | Benetton Treviso — Zebre  | 34–27     | Benetton  | Pro14 Rainbow Cup                 |
| 29 | 24 dicembre 2021 | Stadio Lanfranchi (Parma)   | 1 500      | Zebre — Benetton Treviso  | 14–39     | Benetton  | United Rugby Championship 2021-22 |
| 30 | 14 maggio 2022   | Stadio di Monigo (Treviso)  |            | Benetton Treviso — Zebre  | 39–17     | Benetton  | United Rugby Championship 2021-22 |
| 31 | 24 dicembre 2022 | Stadio di Monigo (Treviso)  | 3 683      | Benetton Treviso — Zebre  | 38–5      | Benetton  | United Rugby Championship 2022-23 |
| 32 | 31 dicembre 2022 | Stadio Lanfranchi (Parma)   | 2 433      | Zebre — Benetton Treviso  | 17–40     | Benetton  | United Rugby Championship 2022-23 |
| 33 | 23 dicembre 2023 | Stadio Lanfranchi (Parma)   |            | Zebre — Benetton Treviso  | 24-31     | Benetton  | United Rugby Championship 2023-24 |
| 34 | 30 dicembre 2023 | Stadio di Monigo (Treviso)  |            | Benetton Treviso — Zebre  | –         |           | United Rugby Championship 2023-24 |

## Statistiche

### Statistiche di squadra

#### Aironi — Benetton Treviso
| Gare | Vittorie Aironi | Pareggi | Vittorie Treviso |
| ---- | --------------- | ------- | ---------------- |
| 4    | 1               | 0       | 3                |

#### Benetton Treviso — Zebre
| Gare | Vittorie Treviso | Pareggi | Vittorie Zebre |
| ---- | ---------------- | ------- | -------------- |
| 28   | 21               | 0       | 7              |

### Statistiche individuali
Le bandiere indicano le nazionalità World Rugby

#### Punti realizzati

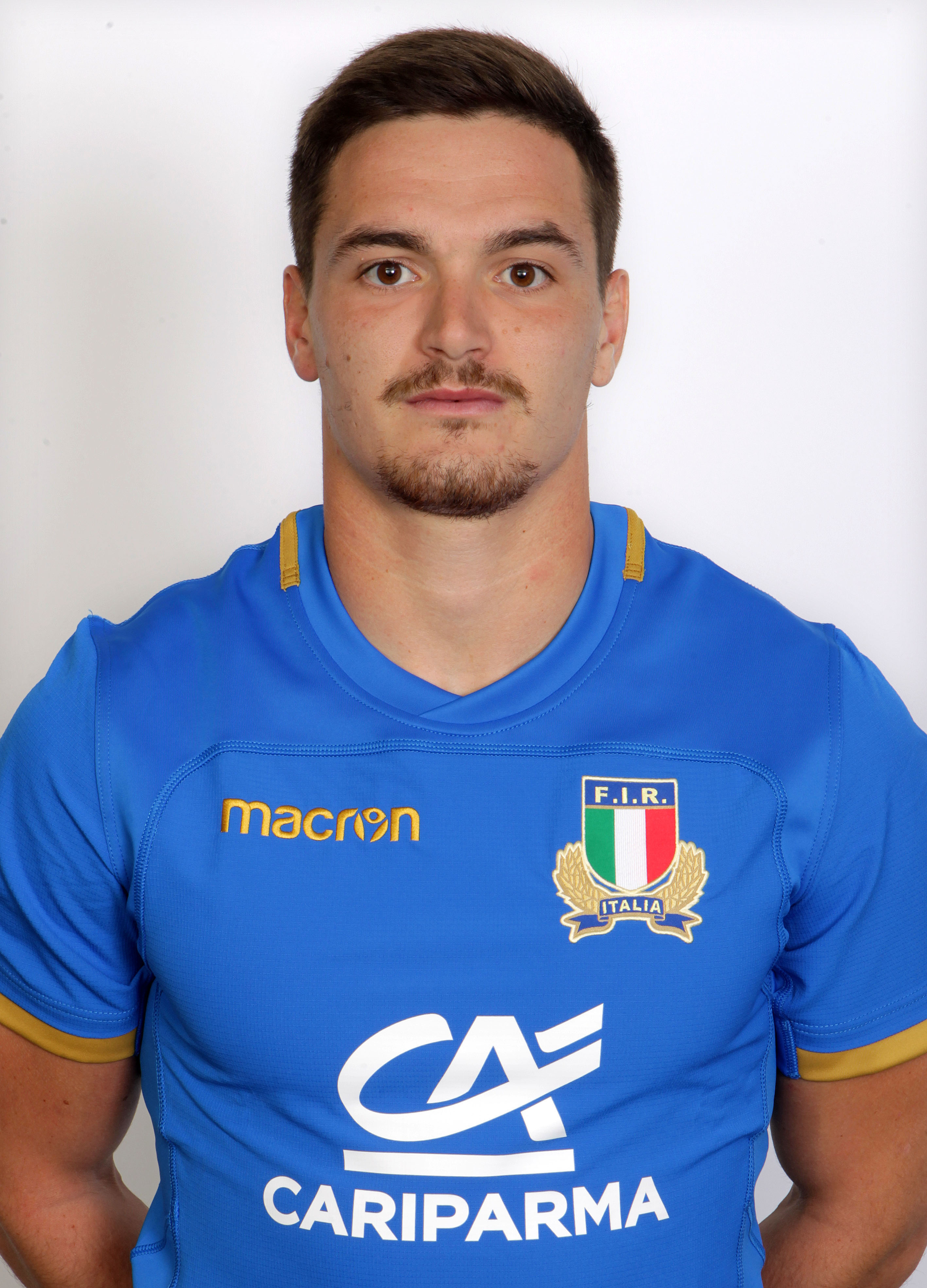
Carlo Canna, miglior realizzatore nei derby italiani di Pro14

| Giocatore       | Punti | Squadra                    |
| --------------- | ----- | -------------------------- |
| Carlo Canna     | 95    | Zebre                      |
| Luciano Orquera | 56    | - Aironi (36) - Zebre (20) |
| Tommaso Allan   | 48    | Benetton                   |
| Jayden Hayward  | 43    | Benetton                   |
| Kris Burton     | 39    | Benetton                   |
| Marcello Violi  | 31    | Zebre                      |
| Monty Ioane     | 30    | Benetton                   |
| Paolo Garbisi   | 28    | Benetton                   |
| Antonio Rizzi   | 26    | Zebre                      |
| Tobie Botes     | 25    | Benetton                   |
| Ian McKinley    | 25    | Benetton                   |

#### Mete realizzate

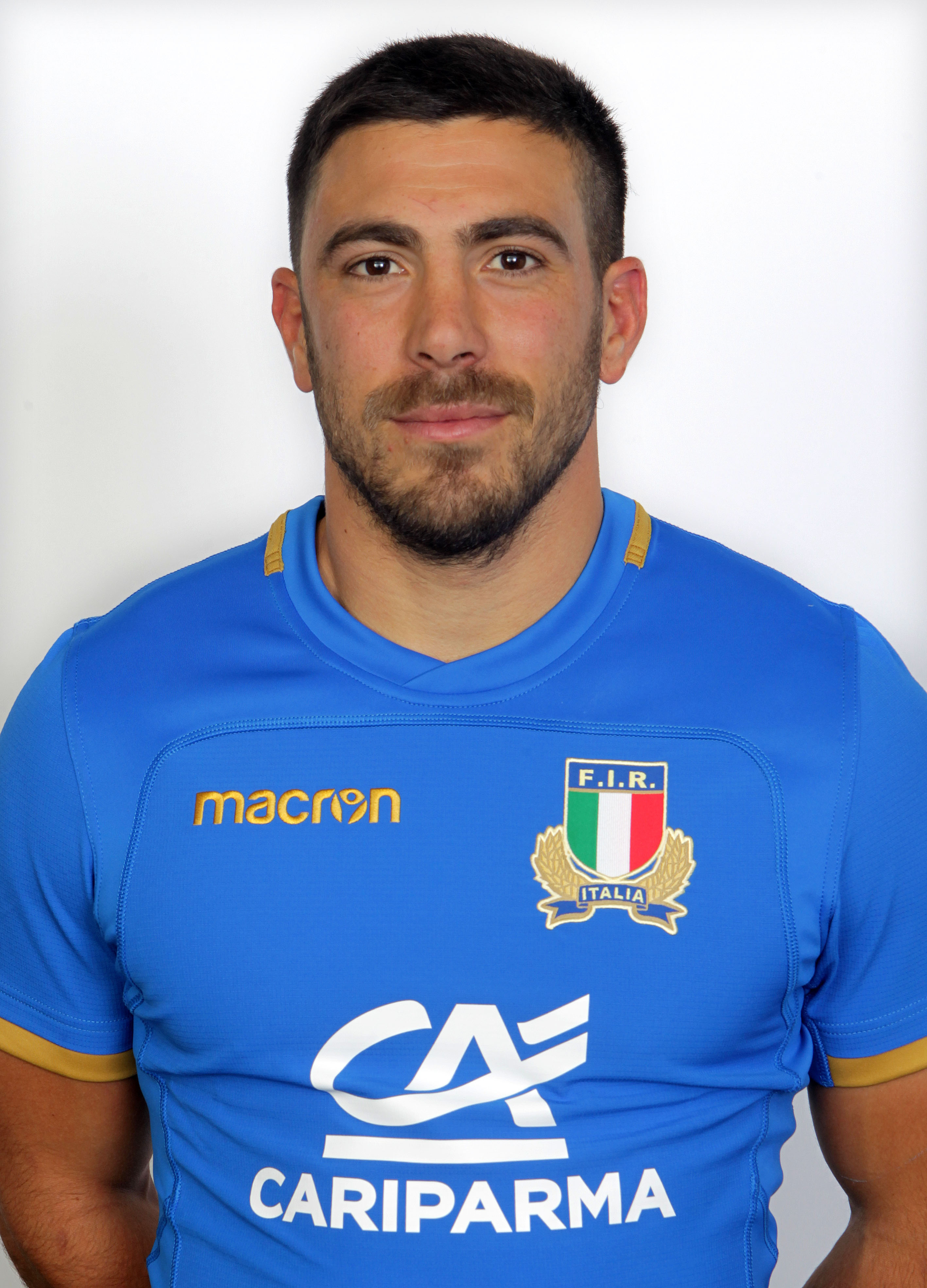
Edoardo Gori, 3 mete per lui nei derby italiani di Pro14

| Giocatore           | Mete | Squadra                    |
| ------------------- | ---- | -------------------------- |
| Monty Ioane         | 6    | Benetton                   |
| Hame Faiva          | 5    | Benetton                   |
| Carlo Canna         | 4    | Zebre                      |
| Edoardo Gori        | 3    | Benetton                   |
| Dries van Schalkwyk | 3    | Zebre                      |
| Luca Bigi           | 3    | - Benetton (1) - Zebre (2) |
| Toa Halafihi        | 3    | Benetton                   |